# 福島県立長沼高等学校
福島県立長沼高等学校（ふくしまけんりつ ながぬまこうとうがっこう）は、福島県須賀川市長沼に所在した県立高等学校。

## 設置課程
- 全日制課程　
  - 普通科

## 沿革
- 1948年 - 福島県立岩瀬農業高等学校長沼分校として開設。
- 1972年 - 福島県立須賀川高等学校長沼分校となる。
- 1978年 - 福島県立長沼高等学校（現在の名称）へ改称し、独立設置校となる。
- 1998年 - 創立50周年・独立20周年。
- 2011年 - 定員120人から80人の2クラスとなる。
- 2022年 - 須賀川高校と統合し、福島県立須賀川創英館高等学校が開校し、閉校[1]。

## クラブ活動
- 野球部
- 文芸部
- 美術部
- 卓球部
- ハンドボール部
- テニス部
- 家庭部
- 茶道同好会

## 行事
修学旅行・遠足が10月、音楽祭が12月にあった。
また毎年9月に「長高ねぶた」というものがあった。これは地元で開催される長沼まつりに生徒が製作したねぶたを出すもので、生徒や教職員、保護者などが参加していた。統合後の須賀川創英館高校も祭りに参加していたが、長沼まつりは後継者不足のため、2024年（令和6年）9月の「第38回長沼まつりFINAL（ファイナル）」をもって終了することとなった。

## 交通
学校公式サイト「Access」も参照。
- 国道118号線を須賀川市江花から北上すると到達できる。須賀川市長沼の末端にある。
- JR須賀川駅・郡山駅より福島交通バス利用長沼高校バス停下車。